# David Herrero Llorente
David Herrero Llorente (Bilbao, 18 d'octubre del 1979) és un ciclista basc professional del 2002 al 2009. En el seu palmarès destaca una victòria d'etapa a la Volta a Euskadi de 2008 i la Clàssica d'Ordizia de 2004.

## Palmarès
- 2000
  - Vencedor d'una etapa de la Volta al Bidasoa
- 2001
  - 1r a la Volta al Bidasoa i vencedor d'una etapa
- 2002
  - Vencedor d'una etapa de la Volta a Castella i Lleó
- 2003
  - Vencedor d'una etapa de la Volta a la Rioja
- 2004
  - 1r a la Clàssica d'Ordizia
  - Vencedor d'una etapa de la Volta a Astúries
- 2005
  - 1r al Gran Premi de Llodio
  - Vencedor d'una etapa de l'Euskal Bizikleta
  - Vencedor d'una etapa de la Clàssica d'Alcobendas
  - Vencedor d'una etapa de la Volta a Burgos
- 2006
  - Vencedor d'una etapa de l'Euskal Bizikleta
- 2008
  - Vencedor d'una etapa de la Volta a Euskadi
- 2009
  - Vencedor d'una etapa del GP Paredes
  - Vencedor d'una etapa de la Volta a la Comunitat de Madrid

### Resultats al Tour de França
- 2005. Abandona (15a etapa)

### Resultats a la Volta a Espanya
- 2004. 73è de la classificació general
- 2007. 33è de la classificació general
- 2008. 47è de la classificació general
- 2009. 28è de la classificació general